# 2013年世界田径锦标赛古巴代表团
参加在 俄羅斯莫斯科举行的2013年世界田径锦标赛的古巴代表团取得了两枚铜牌，在奖牌榜上和塞尔维亚、西班牙一起并列第30名。

## 获得的奖牌
| 奖牌 | 运动员            | 项目     |
| ---- | ----------------- | -------- |
| 銅牌 | 亚雷莉丝·巴里奥斯 | 女子铁饼 |
| 銅牌 | Yarisley Silva    | 女子铅球 |

## 引用
1. ↑  . 国际田联.   [2013-08-18]. （原始内容存档于2018-01-08）.（英文）